# 西四辻公敬
西四辻 公敬（にしよつつじ きみよし、1916年〈大正5年〉7月17日 - 1991年〈平成3年〉1月9日）は、滋賀プラスチックス創業者・代表取締役。スケベ椅子の開発者として知られる。

## 生涯
子爵・西四辻公堯（貴族院議員）の三男。次兄に冷泉為任がいる。学習院初等科を経て、1940年、立命館大学卒。
1964年から、ソープランド用バスタブで日本一のメーカーである滋賀プラスチックスを経営。雄琴のソープランド49軒のバスタブは全て滋賀プラスチックスの製品であり、日本全国では80パーセントのシェアを持つ。東京都のパレスホテル、ヒルトンホテル、ホテルニューオータニ、ホテルオークラ、リーガロイヤルホテルなど一流ホテルのスチームバスは全て同社の製品で占められている他、クレムリン宮殿のサウナやアメリカ海軍の第7艦隊の船内サウナも同社の製品である。小佐野賢治や児玉誉士夫、川上哲治の自宅のスチームバスも同社の製品という。同社はまた、金粉風呂も製造していた。1987年、滋賀プラスチックスを廃業した。
妻は木全惣平の四女、千代。甥（実姉の息子）に川本三郎がいる。

### 書籍出典
1. 1 2 3 4 5  『平成新修旧華族家系大成』下巻, p. 325.
2. 1 2 3 4 5  『新忘れられた日本人』, p. 96.
3. 1 2  『新忘れられた日本人』, p. 98.
4. ↑  https://dl.ndl.go.jp/pid/940246/1/73
5. ↑  https://dl.ndl.go.jp/pid/12000178/1/852
6. 1 2  『新忘れられた日本人』, p. 97.

### サイト出典
1. 1 2 3 4  “〈業界史の断面・特別編〉レジャー・ラブホテルにおけるバスタブ・バスルームの歴史を語る”. 2013年11月5日時点のオリジナルよりアーカイブ。2023年8月14日閲覧。[リンク切れ]